# 에키시 내친왕
에키시 내친왕(일본어: 懌子内親王 えきしないしんのう[*], 고초 2년 (1262년) - 에이닌 2년 11월 25일 (1294년 12월 13일))은 가마쿠라 시대의 황족이자 여원이다. 고사가 천황의 6황녀로, 어머니는 나이시노죠 후지와라노 히로코 (코토노나이시)이다. 원호는 고죠인(五条院)이다. 동복형제로는 카쿠죠 법친왕, 이복형제로는 고후카쿠사 천황, 카메야마 천황이다.

## 생애
분에이 9년 (1272년), 아버지 고사가 상황이 붕어하였다. 쇼오 2년 (1289년) 12월 7일, 26세의 나이로 내친왕 선하를 받았고, 같은 달 10월에 준삼후, 여원이 되었다.
에이닌 2년 (1294년)에 33세의 나이로 사망했다.
카메야마 천황의 후궁에 들어가, 황녀를 낳았다. 또한 『마스카가미(増鏡)』에서는, 에키시 내친왕의 아름다움을 눈여겨본 카메야마인이 은밀히 관계를 맺었고, 태어난 황녀는 어머니의 내력을 숨기고 인의 유모에게 맡겨졌다고 한다.